# Чаровница (Marvel Comics)
Чаровница (англ. Enchantress) — псевдоним двух персонажей, появляющихся в американских комиксах, изданных Marvel Comics. Первая — могущественная волшебница, чьё настоящее имя Амора (англ. Amora), одна из заклятых врагов Тора. Вторая — девушка по имени Сильвия Лаштон (англ. Sylvie Lushton), которая приобрела свои способности благодаря Локи.

## История публикаций
Первое появление Аморы во вселенной Marvel состоялось в Journey Into Mystery #103 (1964), где она потерпела неудачу в попытке увести Тора от Джейн Фостер.
Вторая Чаровница, Сильвия, впервые появилась в Dark Reign Young Avengers #1 (2009), в качестве противника Молодых Мстителей.

## Биография
Мало что известно о происхождении Аморы, за исключением того, что она родилась в Асгарде и того, что у неё есть сестра по имени Лорелей. В юном возрасте Амора начала изучать волшебство под руководством Карниллы. Однако вскоре её отказались обучать из-за того, что она была слишком недисциплинированной. Но это не остановило молодую волшебницу и она продолжала изучать магию самостоятельно, обольстив других волшебников и вынудив их раскрыть ей свои древние секреты. Спустя время Амора стала одной из самых могущественных волшебниц во всем Асгарде. Амора также была очень искусна в использовании своего обаяния и умения манипулировать другими, чтобы добиться своего.
При первом появлении Один поручил ей устранить любовное увлечение Тора девушкой с Земли, которую Один, рассматривает как отвлечение от его целей. Кроме того, она надеялась заполучить Могучего Тора для себя. Ей помог могущественный Скёрдж, более известен как Палач. Палач любил Чаровницу, однако она просто использовала его с помощью своей женской хитрости, в качестве ударной силы. Амора помогла Локи, путём попыткой соблазнить Тора в его гражданской личности Дональда Блейка, тем временем отправив Палача, убить Джейн Фостер. Тем не менее, хотя Палачу удалось заманить в ловушку Фостер в другом измерении, Тор вернул её, отдав Скёрджу свой молот. Разгневавшись на Скёрджа из-за возвращения Джейн, Амора решила превратить Скёрджа в дерево, но тот освободил Тора от договора в обмен на его помощь. Затем Амора попыталась превратить молот Тора в змею, но он оказался невосприимчив к её магии. В конечном итоге, Тор переместил обоих обратно в Асгард.

## Силы и способности
Чаровница является представительницей расы сверхлюдей, известных как асгардцы, обладая сверхчеловеческой силой, скоростью, выносливостью и прочностью, однако она предпочитает избегать физических столкновений. Амора владеет врожденной способностью управлять окружающей магической энергией, которую она может использовать для создания различных эффектов, в том числе, межпространственная телепортация нескольких асгардийцев или не-асгардийцев, создание защитных энергетических щитов, иллюзий, левитация, создание различных заклинаний, превращение различных существ во что угодно (даже асгардийцев), телекинез, искривление времени и управление сознанием. Она использовала свою магию, чтобы усилить свою естественную красоту и очарование, а также, если она поцелует практически любого человека, он становится её рабом в течение недели, если она сама не освободит его. Также она может использовать свою магию, чтобы очень быстро исцелять любые раны. Кроме того, за счёт поглощения жизненной силы противника, Амора в состоянии на время увеличить собственные силы. В случае длительного отсутствия в Асгарде её силы уменьшаются, хотя они никогда не исчезают полностью. Чаровница описана как одна из самых могущественных волшебниц в Асгарде, уступая по силе только Карнилле, однако каждое их противостояние заканчивалось ослабеванием обеих. Тем не менее, сестра Аморы, Лорелей, вскоре вышла за пределы её собственных способностей. Чаровница обладает одарённым интеллектом и имеет обширные знания в области асгардской мифологии и любовных чар. В некоторых случаях, Чаровница использует различные мистические артефакты, зелья и источники силы, например, кристаллический драгоценный камень, в котором находится душа Бруннхилды, а зелье она использовала, чтобы увеличить гипнотическое влияние над Тором в комиксе Avengers #7. Было показано, что Чаровница не в состоянии использовать свои заклинания, когда её руки связаны, а во рту находится кляп.

## Альтернативные версии

### Возрождение героев
Альтернативная версия Чаровницы появляется в альтернативной реальности Возрождение героев. Она признаётся Алой ведьме, что является её дочерью. На самом деле, Амора использует эту уловку, чтобы заставить Ванду помочь Локи в его конфронтации с Мстителями.

### Зомби Marvel
Чаровница, среди прочих персонажей Marvel, превращается в зомби во вселенной Marvel Zombies и появляется в ограниченной серии Marvel Zombies vs. The Army of Darkness. Она была заключена в тюрьму Доктора Дума. При помощи чар, Амора придаёт себе человеческий облик и пытается обмануть Эша. Ей удаётся заразить Ослепительную, после чего обеих убивает Доктор Дум.

### Old Man Logan
В Old Man Logan выясняется, что Чаровница была одной из суперзлодеев, собравшихся вместе, чтобы захватить мир. Находясь в Манхэттене, Чаровница сражалась против Халка, Сорвиголовы и Лунного рыцаря. Когда Каратель убивает Электру, Чаровница насылает на Сорвиголову заклинание, в результате которого поступающие звуки усиливаются настолько, что голова супергероя взрывается.

### Правление Тора
В альтернативном будущем, где Тор, по-видимому, покорил Землю ради общего блага, Амора становится его женой и у них рождается ребёнок по имени Магни. Впоследствии Тор понимает, что его действия были аморальны и отправляется в прошлое, чтобы изменить будущее, что приводит к исчезновению его семьи.

### Ultimate Marvel
Во вселенной Ultimate Marvel Чаровница появляется в New Ultimates #2, наряду с Локи и командой асгардцев, которые пытаются уничтожить Новых Алтимейтс. Амора, по всей видимости, обладает силой внушения, что позволяет ей заставить людей делать всё, что она хочет. Таким образом, Чаровница вынуждает Валькирию, Кэрол Денверс и Зарду предать Алтимейтс. Хотя им удаётся победить супергероев, вскоре команда возвращается за реваншем. Благодаря Соколиному глазу они освобождаются от заклятий Аморы, когда тот стреляет прямо неё, практически убивая Чаровницу и прерывая её контроля. Та гневается на Локи за его безразличие, после чего уходит. Перед этим, она предупреждает Локи, что в связи со смертью Валькирии Тор обязательно отомстит ему.

## Вне комиксов

### Телевидение

Чаровница в мультсериале «Мстители. Величайшие герои Земли».

- Чаровница появляется в мультсериале «Супергерои Marvel», в сегментах о Капитане Америке и Торе, озвученная Пег Диксон.
- В мультсериале «Супергеройский отряд» Чаровницу озвучила Грей Делайл[12].
- Чаровница появляется в мультсериале «Мстители. Величайшие герои Земли», где её озвучила Кэри Уолгрен[13]. Вместе с Палачом она работает на Локи, а также формирует Повелителей зла совместно с Гельмутом Земо, чтобы противостоять Мстителям. Также Чаровница спасает Тора от руки Альтрона, одурманивая его чарами, чтобы тот остался с ней. После предательства Земо, Амора начинает мстить всей его команде. Впоследствии попадает под контроль демона Суртура.
- Фрида Вольф озвучила Чаровницу в мультсериале «Мстители, общий сбор!», в двухсерийном эпизоде «Мстителей больше нет»[14].

### Кино
- Чаровница, озвученная Кэри Уолгрен, появляется в полнометражном мультфильме «Халк против»[15]. Разозлившись на Тора из-за того, что тот отверг её в пользу Сиф, Чаровница помогает Локи в его заговоре против Одина. Тем не менее, вскоре она проявляет слабость и спасает Тору жизнь, а после помогает в сражении против Халка. Когда выясняется, что из-за действий Локи Асгарду грозит гибель, Чаровница отмечает, что Хела забрала душу Брюса Бэннера, так как бог обмана случайно убил его, в попытках заставить замолчать. В этой версии к ней обращаются как к Аморе, а не Чаровнице.
- Эшли Болл озвучила Чаровницу в мультфильме «Тор: Сказания Асгарда». Здесь она обучает Локи новым заклятиям, попутно флиртуя с ним. Между молодыми людьми едва не случается поцелуй, однако Тор прерывает их, уводя брата поговорить наедине.

### Видеоигры
- Чаровница является одним из боссов игры «Marvel: Ultimate Alliance», где её озвучила Габриель Картерис. По сюжету, она состоит в рядах Повелителей зла Доктора Дума.
- Грей Делайл повторила роль Чаровницы в игре «Marvel Super Hero Squad Online».
- Чаровница появляется в игре «Marvel: Avengers Alliance» для Facebook в качестве босса. Позднее становится играбельным персонажем.
- Подростковая версия Аморы Чаровницы появляется в мобильной игре Marvel Avengers Academy.
- Чаровница является боссом и играбельным персонажем в Marvel: Future Fight.
- Чаровница появляется в качестве играбельного персонажа в игре «Lego Marvel’s Avengers», в рамках DLC Повелители зла[16].